# Edmund Purdom
Edmund Purdom, född 19 december 1924 i Welwyn Garden City, död 1 januari 2009 i Rom, var en brittisk skådespelare.
Purdoms skådespelarkarriär på scen började 1945 i uppsättningar av Romeo och Julia samt Den inbillade sjuke. I början av 1950-talet inleddes hans filmkarriär med några mindre roller.
Edmund Purdom flyttade så småningom till Rom där han arbetade mycket med italienska B-filmer på TV, han dubbade också från italienska till engelska under många år. 1984 regisserade han sin enda film, Don't Open 'Til Christmas, han var även berättare i en kort dokumentärfilm om Padre Pio.
Åren 1962-1963 var Purdom gift med skådespelaren Linda Christian.

## Filmografi

### Roller i filmer
- 1953 - Julius Caesar - Strato
- 1953 - Titanic - Charles Lightoller
- 1954 - Sinuhe egyptiern - Sinuhe
- 1954 - Studentprinsen - prins Karl Franz
- 1954 - Fröken Annorlunda - Adam Calhorn Shaw
- 1955 - Den förlorade - Micah
- 1955 - Kungens tjuv - Michael Dermott
- 1956 - Gåtfull främling - Paul Quentin
- 1959 - Anne Franks dagbok - brittisk radioröst
- 1960 - Önskekonserten - Harry Mell
- 1960 - Den siste vikingen - Sveno
- 1962 - Nilens drottning - Tumos
- 1963 - Spexmakaren - Julian
- 1964 - Den gula Rolls-Roycen - Fane
- 1965 - Hämnaren i lädermask - Cesare Borgia
- 1968 - Sverige - himmel eller helvete - berättare, engelskspråkiga versionen
- 1971 - Våldets tecken - Edourard
- 1971 - Svarte piraten - vicekungen
- 1972 - Tarzan och djungelns desperados - Lord Carter (röst)
- 1976 - Nina
- 1978 - Försvunnen i djupet - Danker
- 1980 - Den andra kvinnan - Philip
- 1983 - Ator - stridsörnen - Griba

### Roller i TV-serier
- 1957 - Sword of Freedom - Marco del Monte, samtliga 39 avsnitt
- 1983 - Krigets vindar - Luigi Gianelli, 2 avsnitt

### Regi
- 1984 - Don't Open 'Til Christmas

## Utmärkelser
- 1954 - Golden Apple Awards - Det sura äpplet, sämsta skådespelare